# Вей Ілі
Вей Ілі  (кит.: 魏轶力, 24 червня 1982) — китайська бадмінтоністка, олімпійська медалістка.
Срібна призерка чемпіонату світу 2001 року в парному жіночому розряді разом з Чжан Цзевень.

## Виступи на Олімпіадах
| Олімпіада  | Дисципліна    | Місце |
| ---------- | ------------- | ----- |
| Афіни 2004 | парний розряд | 4     |
| Пекін 2008 | парний розряд | 3     |